# Canosa di Puglia
Canosa di Puglia este o comună din provincia Barletta-Andria-Trani, regiunea Apulia, Italia, cu o populație de 27.943 locuitori (1 ianuarie 2023) și o suprafață de 150,93 km².

## Demografie
Canosa di Puglia - evoluția demografică

|  | Graficele sunt indisponibile din cauza unor probleme tehnice. Mai multe informații se găsesc la Phabricator și la wiki-ul MediaWiki. |

Date: Recensăminte sau birourile de statistică - grafică realizată de Wikipedia